# Hélice-cimeterre

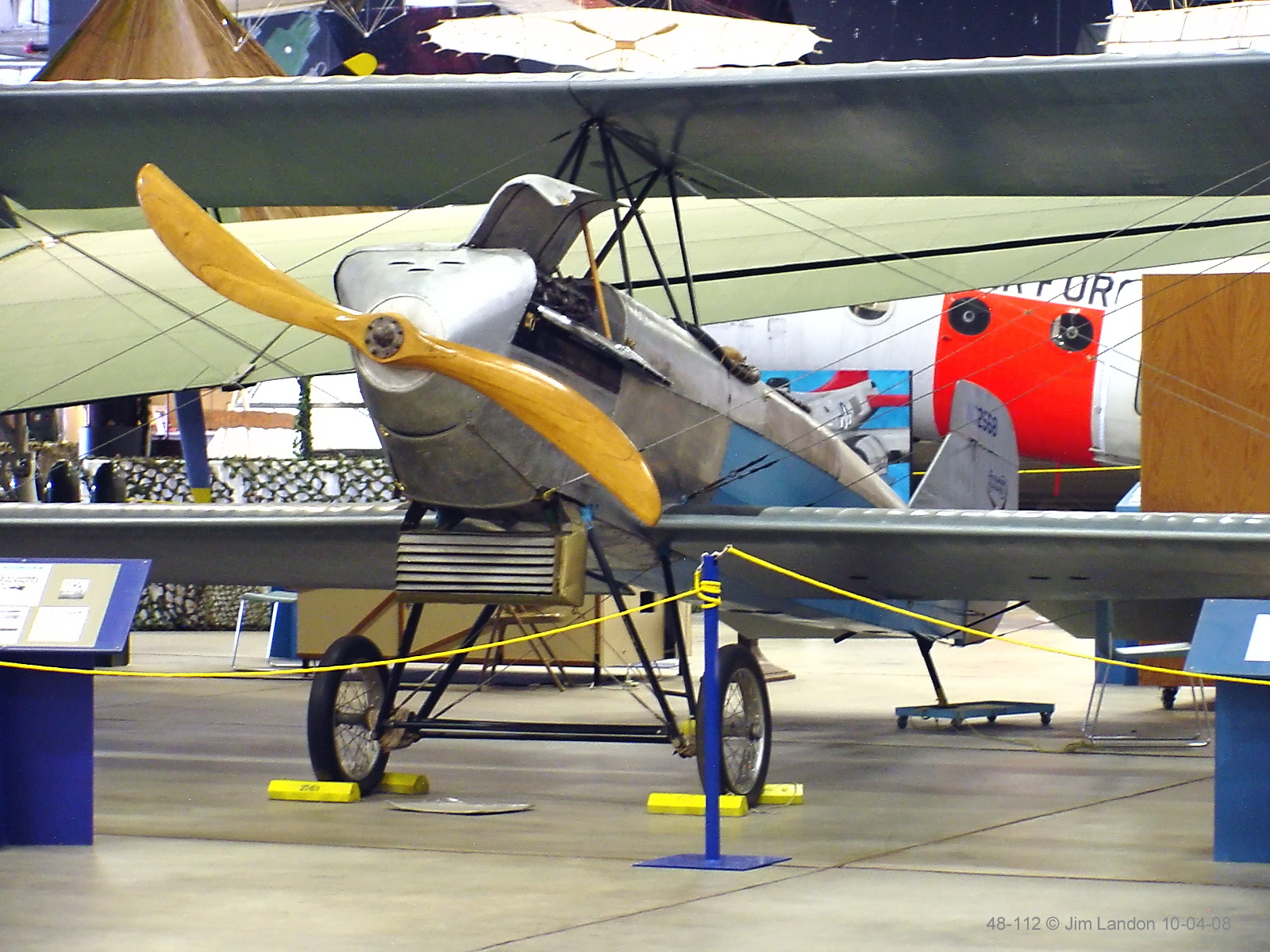
Hélice-cimeterre d'un Alexander Eaglerock de 1926.

Le bord d'attaque à l'extrémité des pales possède une flèche prononcée.

Une « Hélice-cimeterre » (en anglais : « scimitar propeller ») est une hélice dont la forme rappelle celle d'un cimeterre (un type d'épée), avec une flèche prononcée en bout de pales.

## Utilisation
Initialement construites en bois laminé dans les années 1900, elles sont actuellement fabriquées en matériaux composites. La combinaison entre une masse faible et un dessin aérodynamique efficace apporte un gain de puissance notable et un niveau sonore plus faible en fonctionnement.

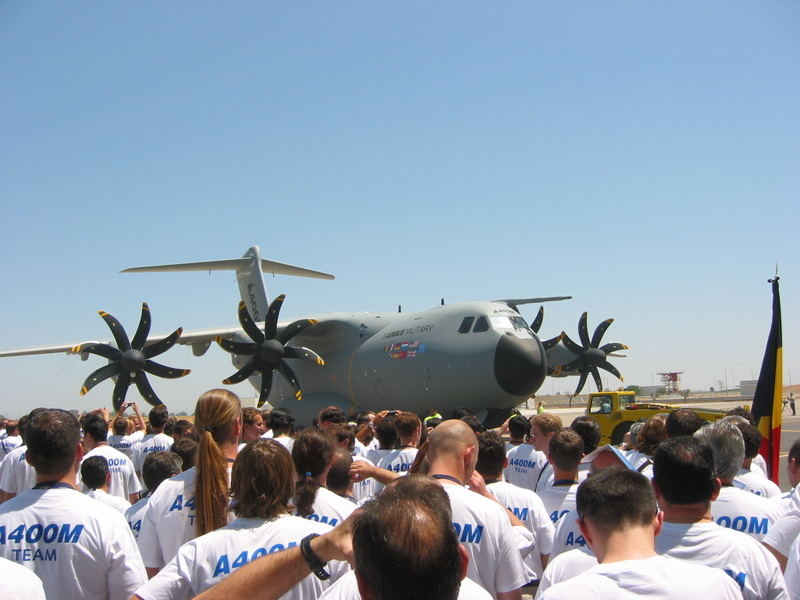
Les hélices-cimeterres à huit pales de l'avion de transport européen Airbus A400M.

Les soufflantes non-carénées (Propfan) utilisent des hélices-cimeterres contrarotatives afin de disposer de niveaux d'efficacité comparables à ceux des turbopropulseurs classiques, même à des vitesses subsoniques élevées comparables à celles atteintes avec des turbofans civils à haut taux de dilution.

## Principe de fonctionnement
Les turbopropulseurs possèdent un point de fonctionnement assez étroit en dessous d'environ 720 km/h. Passé cette plage de vitesses, toutes les hélices perdent de l'efficacité, en raison d'un effet connu sous le nom de « traînée d'onde » (ou traînée de compressibilité), qui se produit juste en dessous des vitesses supersoniques. Cette forme puissante de traînée s'exprime de façon soudaine et clairement identifiable, qui mena à la conception du fameux « mur du son », lorsqu'il fut entendu pour la première fois dans les années 1940. Dans le cas d'une hélice, le phénomène peut se produire lorsqu'elle tourne suffisamment vite pour que l'extrémité de ses pales commence à se déplacer à une vitesse proche de celle du son, même si l'avion est immobile.
Il peut être limité dans une certaine mesure en ajoutant des pales supplémentaires à l'hélice, ce qui toutefois mène à plus d'absorption de puissance à faible vitesse de rotation. C'est ce qui explique d'ailleurs pourquoi de nombreux chasseurs de la Seconde Guerre mondiale avaient débuté leur carrière avec des hélices à deux pales, puis possédaient des hélices à cinq pales à la fin du conflit. Le seul gros problème de cette solution vient de la grande difficulté à équilibrer les hélices, ainsi que leur entretien. Il est également facile de remarquer que le problème de la vitesse n'est pas vraiment résolu, car l'avion avançant de plus en plus vite, il y aura forcément un moment où sa vitesse plus celle des pales en rotation va recréer les traînées d'ondes décrites précédemment. Pour la plupart des avions, la vitesse maximale que peut tolérer l'hélice est aux alentours des 720 km/h.
Une méthode pour diminuer la traînée d'onde fut découverte par des chercheurs allemands de la Seconde Guerre mondiale. Elle consistait à ramener l'aile vers l'arrière de l'avion, une technique connue de nos jours sous le terme d'« aile en flèche ». 
Dans les années 1940, le NACA commença à étudier des hélices dotés d'angles de flèche similaires. Comme la vitesse est bien plus élevée à l'extrémité des pales que vers l'intérieur, seul le bout de la pale nécessite un tel dessin, ce qui explique pourquoi ces hélices ont un dessin aussi proche de celui d'un cimeterre.

## Avantages et inconvénients

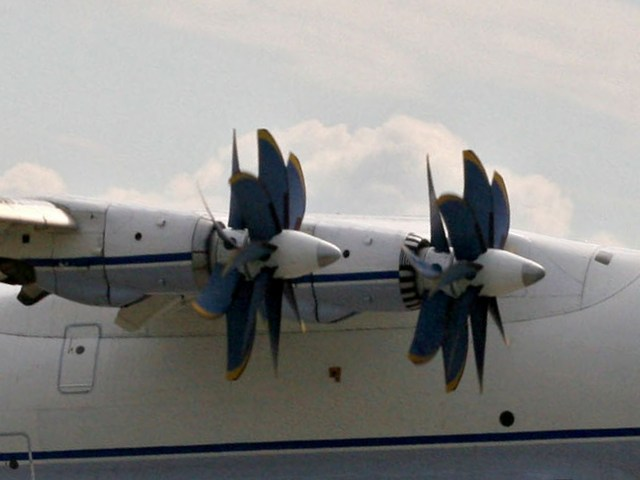
Turbopropulseur Ivtchenko-Progress D-27 d'un Antonov An-70.

Le concept de la soufflante non-carénée avait pour but d'apporter une amélioration de 35 % de l'efficacité énergétique des turbofans contemporains. Dans cette perspective, on peut dire que l'objectif a été atteint, avec des améliorations de l'ordre des 30 % obtenues sur un Douglas DC-9 modifié lors d'essais statiques et en vol. Cependant, ce gain se paye au prix fort, et l'un des problèmes majeurs du propfan est le niveau sonore produit par ce système, une caractéristique très problématique dans un domaine (l'aviation civile) où les avions doivent sans-cesse faire face à des normes antibruit toujours plus sévères émises par l'EASA et l'administration fédérale américaine.